# Козел нубійський
Козел нубійський (Capra nubiana) — вид роду Козел, поширений у скелястих пустелях Ізраїлю, Йорданії, Саудівської Аравії, Оману, Єгипту і Судані. Інколи ця тварина розглядається як підвид альпійського козла (C. ibex) як Capra ibex nubiana.
Нубійський козел має ріст 60 см у плечах та важить близько 50 кг. Забарвлення світле, черево біле, самці мають темнобуру смугу на спині. Нубійський козел має дуже довгі тонкі роги, загнуті назад, а потім униз. У самців роги можуть досягати метра завдовжки, у самок — до 30 см.
Ця тварина мешкає в сухих гористих районах, де харчується травою та листям. Їх природними ворогами є леопарди, на дитинчат можуть нападати орли. Нубійський козел формує стада, що складаються або виключно із самок, або самців. Спосіб життя денний. Світова популяція нараховує близько 1200 особин.